# Distretto di Tha Wung
Il distretto di Tha Wung (in thailandese: ท่าวุ้ง) è un distretto (amphoe) della Thailandia, situato nella provincia di Lopburi.